# 라이트헤비급 (MMA)

## 라이트헤비급 (종합격투기)
라이트헤비급(Light Heavyweight)은 종합격투기(MMA)에서의 체급 구분 중 하나로, 일반적으로 미들급과 헤비급 사이에 해당한다.

## 체급 기준
- UFC 기준: 186파운드(84.4kg) 초과 ~ 205파운드(93.0kg) 이하
- ONE 챔피언십 기준: 225파운드(102.1kg) 이하 (수분조절 감량 금지 시스템에 따라 기준 상이)
- 벨라토르 MMA 기준: UFC와 동일 (205파운드 이하)

## 특징
라이트헤비급은 평균적인 헤비급보다 빠르고, 미들급보다 강력한 타격을 구사하는 체급으로 알려져 있다. 빠른 반응 속도와 높은 피니시 확률이 공존하며, 파워와 기술의 균형이 요구되는 체급이다.

## 주요 선수
- 마고메드 안칼라예프 – 현 UFC 라이트헤비급 챔피언
- 알렉스 페레이라 – 전 UFC 미들급 및 라이트헤비급 챔피언
- 지리 프로하즈카
- 자말 힐
- 얀 블라코비치
- 도미닉 레예스
- 글로버 테세이라 – 전 챔피언

## UFC 라이트헤비급 챔피언 목록
| 선수             | 국가   | 타이틀 획득일    | 대회    |
| ---------------- | ------ | ---------------- | ------- |
| Tito Ortiz       | 미국   | 2000년 4월 14일  | UFC 25  |
| Chuck Liddell    | 미국   | 2005년 4월 16일  | UFC 52  |
| Jon Jones        | 미국   | 2011년 3월 19일  | UFC 128 |
| Daniel Cormier   | 미국   | 2015년 5월 23일  | UFC 187 |
| Glover Teixeira  | 브라질 | 2021년 10월 30일 | UFC 267 |
| Jiri Prochazka   | 체코   | 2022년 6월 11일  | UFC 275 |
| Alex Pereira     | 브라질 | 2023년 11월 12일 | UFC 295 |
| Magomed Ankalaev | 러시아 | 2025년 3월 8일   | UFC 313 |

## 관련 문서
- 종합격투기
- 미들급 (MMA)
- 헤비급 (MMA)
- UFC
- 벨라토르 MMA
- ONE 챔피언십